# Michael Ignatieff
Michael Grant Ignatieff (Toronto, 1947. május 12. –) kanadai író, publicista, történész és egykori liberális politikus, több neves nyugati egyetem előadója. A Kanadai Liberális Párt és a parlamenti ellenzék vezetője 2008-tól 2011-ig.
A 2006-os szövetségi választásokon Ignatieff az Etobicoke-Lakeshore választókörzet képviselőjeként került be a Kanadai Képviselőházba. Ugyanebben az évben lett a Liberális Párt helyettes vezetője. Miután a 2008-as választások után a pártvezető, Stéphane Dion lemondott, Ignatieff 2008 decemberétől ügyvivő vezető volt, majd a Kanadai Liberális Párt 2009. májusi kongresszusán vezetővé választották. A 2011-es szövetségi választásokon elszenvedett vereség után bejelentette, hogy lemond a Liberális Párt vezetéséről, mely 2011. május 25-én lépett hatályba.
2011 után Ignatieff felhagyott politikai karrierjével, a Torontói Egyetemen tanított, de a sajtóban továbbra is rendszeresen foglalkozott közéleti kérdésekkel. 2013-tól fogva megosztotta az idejét Harvard és Toronto között. 2016-ban elhagyta a Harvard-ot, hogy a budapesti Közép-európai Egyetem (angol nevén Central European University) rektora lehessen.
A nemzeti felsőoktatásról szóló törvény módosítása, az úgynevezett „CEU-ügy” körüli közéleti vita és tüntetéssorozat Ignatieff nevét Magyarország-szerte is ismertté tette.

## Életpályája
Michael Ignatieff 1947. május 12-én született Torontóban, az orosz emigráns családból való George Ignatieff és a kanadai Jessie Alison legidősebb fiaként. Apai nagyapja gróf Pável Ignatyijev volt, az első világháború korabeli orosz oktatási miniszter. Michael Ignatieff 11 éves koráig több alkalommal változtatta lakhelyét apja, George Ignatieff diplomáciai beosztásai miatt. George Ignatieff részt vett Lester Bowles Pearson kampányában, egy időben annak stábját vezette.
Michael Ignatieff a középiskola elvégzése után a Torontói Egyetemen és Oxfordban tanult történelem szakon. 1976-ban bölcsészdoktori (PhD) fokozatot szerzett a Harvard Egyetemen.

## Állásfoglalása a CEU rektoraként
A magyarországi felsőoktatással kapcsolatos törvény módosítása 28 magyarországi felsőoktatási intézményt érint, köztük a Soros György által alapított és finanszírozott CEU-t és a Közép-európai Egyetemet is. A javaslatot 2017. március 28-án nyújtotta be a kormány, majd 2017. április 4-én 123 igen és 38 nem szavazattal – kivételes sürgősségi eljárás keretében – az Országgyűlés megszavazta, április 10-én Áder János köztársasági elnök aláírta.
Ignatieff 2017. május 30-án a Közép-európai Egyetem rektoraként bejelentette, hogy „a következő akadémiai évben minden tevékenységét Magyarországon fogja végezni a CEU (...) A CEU üdvözli, hogy múlt pénteken egyeztetett egymással Altusz Kristóf miniszterelnöki megbízott és New York állam vezetése.”
A CEU rektorhelyettesével, Enyedi Zsolttal együtt leszögezte, hogy nem engednek a tanszabadságból és hogy Budapesten kívánnak maradni. Ignatieff elmondta, hogy Palkovics László oktatási államtitkárral először a beterjesztés napján beszélt, valamint hozzátette, hogy nem fognak campust építeni Amerikában, amire a törvény kötelezné a CEU-t. Korábban reagált Orbán csalásvádjára is, szerinte a miniszterelnök kitalált egy történetet, amely egyszerűen nem igaz, a Közép-Európai Egyetem neve pedig nem Soros-egyetem.

## Magyarul
- Birodalom light; ford. Árokszállásy Zoltán; HVG Könyvek, Bp., 2003 (Tények – lényeg) ISBN 963 7525 46 7